# Nicolás Córdoba
Nicolás Martín Córdoba (Santa Fé, 20 de novembro de 1989) é um ginasta argentino que integra a seleção argentina de ginástica artística. 
Córdoba já representou o seu país em inúmeras competições internacionais. Participou das Olimpíadas de 2016, no Rio de Janeiro, não conseguindo avançar para a final nas modalidades.